# ZZ Top's First Album
ZZ Top's First Album es el álbum debut de la banda estadounidense de blues rock ZZ Top, publicado en 1971 por el sello London Records. Su sonido está más bien ligado al blues rock, aunque posee retoques de hard rock y de rock sureño, mientras que sus letras tratan principalmente de las historias del sur de los Estados Unidos, con un claro toque del humor tejano.
En el mismo año, el sello escogió la canción «(Somebody Else Been) Shakin’ Your Tree» para publicarlo como sencillo promocional. A pesar de ser elogiado por la crítica, tanto el tema como el disco no ingresaron en las listas estadounidenses.

## Antecedentes
A las pocas semanas de la formación de la banda comenzaron a escribir material para su disco debut junto al productor Bill Ham, que también colaboró como coescritor de algunos temas. Sin embargo, algunas de ellas fueron escritas por Billy Gibbons antes de la llegada de Dusty Hill y Frank Beard, a fines de 1969. En marzo de 1970 el disco estaba terminado y a los meses después firmaron con London Records, que de acuerdo a Gibbons aceptaron el contrato solo porque era el mismo sello que publicaba los álbumes de The Rolling Stones. Su grabación se realizó en los Robin Hood Studios en Tyler (Texas) a fines de 1970, cuyo dueño Robin Hood Brians estuvo a cargo de la ingeniería de sonido. Finalmente se lanzó en enero de 1971, casi un año después que se terminara de escribir las canciones, donde Frank Beard fue acreditado como Rube Beard.

## Lista de canciones
| N.º | Título                                   | Escritor(es)                  | Duración |  |
| 1.  | «(Somebody Else Been) Shakin' Your Tree» | Gibbons                       | 2:32     |  |
| 2.  | «Brown Sugar»                            | Gibbons                       | 5:22     |  |
| 3.  | «Squank»                                 | Gibbons, Dusty Hill, Bill Ham | 2:46     |  |
| 4.  | «Goin' Down to Mexico»                   | Gibbons, Hill, Ham            | 3:26     |  |
| 5.  | «Old Man»                                | Gibbons, Frank Beard          | 3:23     |  |
| 6.  | «Neighbor, Neighbor»                     | Gibbons                       | 2:18     |  |
| 7.  | «Certified Blues»                        | Gibbons, Beard, Ham           | 3:25     |  |
| 8.  | «Bedroom Thang»                          | Gibbons                       | 4:37     |  |
| 9.  | «Just Got Back from Baby's»              | Gibbons, Ham                  | 4:07     |  |
| 10. | «Backdoor Love Affair»                   | Gibbons, Ham                  | 3:20     |  |

## Músicos
- Billy Gibbons: voz y guitarra eléctrica
- Dusty Hill: bajo, coros, voz principal en «Goin’ Down to Mexico» y covoz principal en «Squank»
- Frank Beard: batería y percusión